# De dragul tău (album din 1988)
De dragul tău este un album în format LP al cântăreței Mirabela Dauer, lansat în anul 1989 la casa de discuri Electrecord.

## Track listing
1. [ 4 :08 ] Melancolie (Teodorovici/Grigore Vieru)
2. [ 2 :45 ] De dragul tău (Temistocle Popa/Ovidiu Dumitru)
3. [ 3 :32 ] Visătoare (Marcel Dragomir/Eugen Rotaru)
4. [ 3 :01 ] Dacă-mi spui bun rămas (Urmuzescu/Roxana Popescu)
5. [ 3 :57 ] Eu am încredere în tine (Laurenþiu Profeta/Roxana Popescu)
6. [ 5 :00 ] Însingurare (Jolt Kerestely/Ioan Rus)
7. [ 2 :59 ] Fără tine (Marcel Dragomir/Dan Panþoiu)
8. [ 2 :04 ] Totdeauna (Marcel Dragomir/Dan Panþoiu)
9. [ 3 :47 ] Doar tu vei fi (Mircea Drăgan/Aurel Storin)
10. [ 3 :25 ] Vino seară, vino (Ionel Tudor/Andreea Andrei)

## Ediții
- 1989 Electrecord, format disc vinil de 45`.